# Potamogeton sarmaticus
Potamogeton sarmaticus là một loài thực vật có hoa trong họ Potamogetonaceae. Loài này được Mäemets miêu tả khoa học đầu tiên năm 1979.